# 草山 (臺北市)
草山，是臺北市士林區的一個地名，位於該區北部偏西，範圍大致為菁山里西南部、陽明里不含最西端文化大學西半部、公館里小草山以北部分。

## 歷史
台灣清治末期至日治前期，草山地區為一街庄，稱為「草山庄」，隸屬於芝蘭一堡。該庄北與竹仔湖庄、七股庄為鄰，東與菁礐庄為鄰，南邊為公館地庄、東勢庄、三角埔庄，西邊為頂北投庄。
1901年（日治明治三十四年）11月，該庄隸屬於臺北廳，編入第九區。1906年（明治三十九年）1月，第九改名「士林區」。1920年（大正九年），該庄改制為「草山」大字，隸屬於臺北州七星郡士林街，大字下有「草山」、「山子後」、「山豬湖」、「冷水坑」、「磺溪內」小字名。
戰後士林街改制為士林鎮，隸屬於臺北縣，大字亦改制為里。1949年，士林鎮與北投鎮一併改隸屬新成立的草山管理局。1950年隨著草山改名為陽明山，草山管理局亦改名為陽明山管理局，士林鎮仍隸屬之。1968年7月臺北市改制為院轄市，士林鎮併入成為士林區。1990年3月，臺北市各區重劃，該地區仍屬於士林區。

## 交通
省道台2甲線經過草山地區西部，是本地區主要連外道路，往北轉東北可前往金山，往南可前往台北市區。
菁山路可連接平菁街，是本地區通往菁礐、坪頂的連絡道路。草山和頂北投以櫻川為界，上有「頂北投橋」，即今「鼎筆橋」。

## 學校
- 中國文化大學（大部分）
- 華岡藝校
- 格致國中
- 台北歐洲學校